# Pericoma hiera
Pericoma hiera är en tvåvingeart som beskrevs av Quate 1955. Pericoma hiera ingår i släktet Pericoma och familjen fjärilsmyggor. Inga underarter finns listade i Catalogue of Life.